# Abdulcelâl Meñbariyev
Abdulcelâl Hayrulla Meñbariyev lub Abduldżelal Chajrułła Mienbarijew (ros. Абдул Джелаль Хайрулла Менбариев, ur. 1902, zm. 1960) – krymskotatarski radziecki polityk.

## Życiorys
W 1927 został członkiem WKP(b). Od 9 września 1937 do 7 lipca 1938 był przewodniczącym CIK Krymskiej ASRR, a od 21 lipca 1938 do 18 maja 1944 przewodniczącym Prezydium Rady Najwyższej Krymskiej ASRR, jednocześnie w 1938 został deputowanym do Rady Najwyższej Rosyjskiej FSRR. W maju 1944 został pozbawiony stanowiska i deportowany do Azji Środkowej wraz z innymi krymskimi Tatarami.